# Die Bekenntnisse des Thomas Bourke
Die Bekenntnisse des Thomas Bourke ist ein Märchen. Es ist in den Irischen Elfenmärchen der Brüder Grimm an Stelle 10 enthalten, die sie 1825 aus Fairy legends and traditions of the South of Ireland von Thomas Crofton Croker übersetzten.

## Inhalt
Thomas, ein reicher Pächter, ist für seine verschlossen freundliche Art bekannt. Er soll Beziehung zu Elfen haben und lässt sich um Hilfe bitten, wenn jemand durch sie krank ist. Eines Abends beim Punsch erzählt er, wie sein Kind gerettet wurde durch Rat von einem, der mit den Elfen getanzt hatte, und ähnliche Geschichten.